# Sardur I
Sardur I (en armenio: Սարդուրի առաջին) fue un rey de Urartu que reinó en el período (832 a. C.-825 a. C.).
Era hijo de Lutipri, al parecer, también rey de Urartu, del que nada se sabe. Su hecho más conocido es el traslado de la capital, desde Arzashkun hasta Tushpa, hecho que convirtió a esta ciudad en poderoso centro político. Hizo grabar en las murallas de la nueva capital una inscripción, en la que se describe como «rey de la totalidad», y «rey del País de Nairi», siguiendo el modelo de su gran vecino, Asiria. Esta inscripción, escrita en cuneiforme acadio, resulta ser el primer testimonio escrito de Urartu.
Fue sucedido por su hijo, Ishpuini, quien expandió el reino.